# Nazionale maschile under 18 di pallacanestro dell'Indonesia
La nazionale di pallacanestro indonesiana Under-18 è una selezione giovanile della nazionale indonesiana di pallacanestro, ed è rappresentata dai migliori giocatori di nazionalità indonesiana di età non superiore ai 18 anni.
Partecipa a tutte le manifestazioni internazionali giovanili di pallacanestro per nazioni gestite dalla FIBA.

## Partecipazioni

### FIBA AsiaBasket Under-18
- 1977 - 13°
- 1978 - 6°
- 1980 - 11°
- 1982 - 8°
- 1989 - 10°

- 1990 - 12°
- 1992 - 6°
- 1995 - 8°
- 2012 - 11°
- 2016 - 12°

- 2018 - 12°